# Liina Brunelle
Liina Brunelle (Kohtla-Järve, 12 de junho de 1978) é uma atriz franco-estoniana.